# Blackgaze
Blackgaze nebo post-black metal je okrajový hudební žánr, který mísí žánry black metal, ze kterého přebírá styl vokálů a rychlé bicí, shoegaze (Cocteau Twins, My Bloody Valentine, Slowdive) a post-rock. Jeho základy položil v nultých letech 21. století francouzský hudebník Neige, vlastním jménem Stéphane Paut, ve svých projektech Amesoeurs a Alcest, které prezentovaly snový black metal. Do širšího povědomí se žánr dostal díky kritiky velmi dobře přijatému – stalo se nejlépe hodnoceným albem roku podle agregátoru recenzí Metacritic – albu Sunbather americké skupiny Deafheaven z roku 2013. Deafheaven hráli v roce 2012 na turné Alcestu po Spojených státech a jedna ze skladeb na albu obsahuje nahrávku (čtený úryvek z Kunderovy Nesnesitelné lehkosti bytí) Neige. Na rozdíl od běžných black metalových desek o tomto albu psala také média nezabývající se metalem a tento jeho úspěch vyvolal mezi recenzenty žánru debatu o tříštění nebo dokonce smrti black metalu, elitismu či naopak otevřenosti jeho posluchačů k hybridizaci žánru a o blackgazeu jako o „hipsterském“ metalu.
Kromě skupin Alcest a Deafheaven hrají blackgaze například Bosse-de-Nage, Ghost Bath, Suldusk, Asunojokei, Les Discrets, Heretoir nebo Fen.